# Berufsakademie Eisenach
Die Berufsakademie Eisenach wurde 1998 gegründet und war, neben der Berufsakademie Gera, der zweite Standort der Staatlichen Studienakademie Thüringen. Die Berufsakademie Eisenach befand sich in dem denkmalgeschützten Gebäude der früheren Carl-Alexander-Schule. Direktor war Burkhard Utecht, sein Stellvertreter war Stephan Rometsch. Mit Wirkung vom 1. September 2016 errichtete der Freistaat Thüringen die Duale Hochschule Gera-Eisenach mit Verwaltungssitz in Gera als Rechtsnachfolgerin der Staatlichen Studienakademie Thüringen. Eisenach wurde damit zu einem Nebenstandort der Dualen Hochschule.

## Gebäude

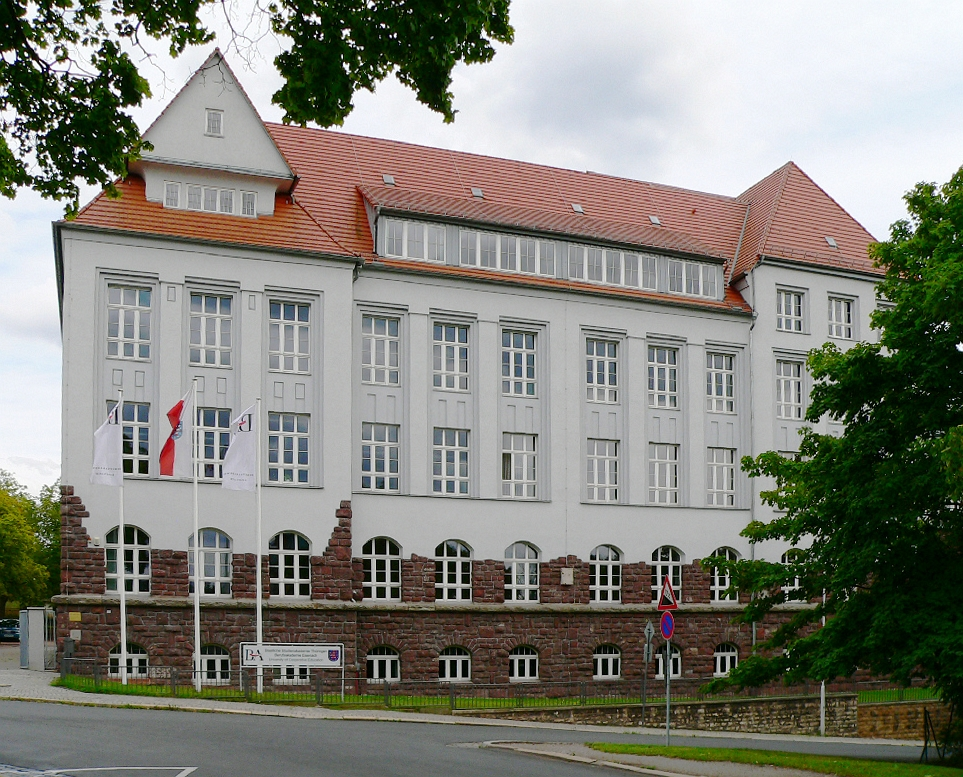
Die Eisenacher Berufsakademie

Die Schule am Eisenacher Wartenberg wurde 1909 eröffnet und zu Ehren des 1901 verstorbenen Großherzogs Carl Alexander von Sachsen-Weimar-Eisenach Carl-Alexander-Schule benannt.
Im Zweiten Weltkrieg wurde der Turm auf dem Dach des Gebäudes beschädigt und später abgetragen. Zu Zeiten der DDR wurde die Schule als Polytechnische Oberschule genutzt.
Ab dem Schuljahr 1991/92 waren in dem Gebäude eine Regelschule und die staatliche Grundschule Am Wartenberg untergebracht. Nach Schließung der Regelschule bezog 1998 die neu gegründete Berufsakademie die bisher von der Regelschule genutzten Teile des Gebäudes, welches 2000 bis 2001 umfassend saniert wurde. 2001 erhielten die ersten 90 Absolventen der BA ihre Diplome. Die staatliche Grundschule wurde zum Schuljahresende 2001 geschlossen; seitdem nutzte die Berufsakademie das gesamte Gebäude.

## Bildungssystem der Berufsakademie
Das Studium an der Berufsakademie Eisenach verknüpfte Theorie und Praxis. Innerhalb der Studienzeit von drei Jahren wurden die Absolventen neben dem Studieren an der Berufsakademie auch durch berufliche Aufgaben von anleitenden Praxispartnern ausgebildet. Über die gesamte Studienlaufzeit erhielt der Studierende vom Praxispartner eine staatlich festgelegte Mindestausbildungsvergütung.
Das Studium begann jeweils zum ersten Oktober. Die Studiendauer betrug drei Jahre beziehungsweise sechs Semester. Ein Semester teilte sich in zwölf Wochen Theoriephase sowie zwölf Wochen Praxisphase. Am Ende jeder Theoriephase wurde das gelernte Wissen durch Abschlussklausuren oder Seminararbeiten geprüft. Die Praxisphase fand im Ausbildunsgunternehmen statt.
Im Bereich Technik gab es die Studienrichtungen Produktionstechnik, Technisches Management, Mechatronik und Automation, Konstruktion, Kunststofftechnik, Fertigungsmesstechnik & Qualitätsmanagement sowie Informations- & Kommunikationstechnologien. 
Im Studienbereich Wirtschaft gab es die Studienangebote Mittelständische Industrie, Groß- & Einzelhandel, International Business Administration, Tourismuswirtschaft, Dienstleistungsmanagement sowie Wirtschaftsingenieurwesen Technischer Vertrieb.